# Biertan
Biertan é uma comuna romena localizada no distrito de Sibiu, na região histórica da Transilvânia. A comuna possui uma área de 91.82 km² e sua população era de 2.898 habitantes segundo o censo de 2007.

Localiza-se a 30 km de Sighisoara e 80 km de Sibiu.
É uma das vilas saxónicas com igrejas fortificadas mais importantes da Transilvânia. Foi fundada no século XIII, sendo um importante centro agrícola e de artesanato.
Está na lista do Património Mundial da UNESCO desde 1993.
Anualmente realiza-se aqui o festival de cinema de horror e fantasia Luna Plina (Lua Cheia).

## Património
- Igreja fortificada - Século XVI, de estilo gótico tardio, localiza-se sobre uma colina que domina os arredores.
- Casas tradicionais, construídas no estilo barroco da Transilvânia.